# Line Røddik
Line Røddik Hansen (født 31. januar 1988) er en dansk tidligere fodboldspiller, der spillede central midtbane og forsvar, senest for FC Nordsjælland i Gjensidige Kvindeligaen. Hun spillede 132 landskampe for Danmark fra hendes debut i februar 2006 til 2019.

## Klubkarriere
Som barn spillede Line Røddik med drengeholdet Birkerød, da der ikke var nogen pigehold i nærheden af, hvor hun boede. Hun spillede med drengehold indtil hun var 14 år. Hun spillede for Skovlunde IF, indtil hun i 2007 skiftede til Brøndby IF, der vandt det danske mesterskab samme år. Året efter blev hun årets spiller i klubben. I sin tid i Brøndby scorede hun syv mål i 78 kampe.
Forud for 2010-sæsonen forlod Line Røddik Brøndby IF for at tage til Tyresö FF, der netop var rykket op i Damallsvenskan. Hun havde også fået tilbud fra USA, men valgte altså Sverige. I Tyresö spillede hun venstre back, men skiftede til center-back, da klubben købte Sara Thunebro i 2013.
Tyresö vandt det svenske mesterskab i 2012. Line Røddik var også på holdet, da Tyresö tabte 4–3 til VfL Wolfsburg i Women's Champions League-finalen i 2014.
I 2014 gik Tyresö Fotboll AB konkurs, fritstillede alle spillere og trak sig fra Damallsvenskan. Stockholms län offentliggjorde spillerlønningerne, hvoraf det fremgik at Line Røddik med en månedsløn på 25000 svenske kroner var blandt de dårligst betalte spillere.
Line Røddik tegnede i juli 2014 kontrakt for to et halvt år med de regerende svenske mestre, FC Rosengård fra Malmö.
I vinteren 2016 skiftede Røddik på en fri transfer til franske Olympique Lyon, men allerede et halvt år senere skiftede hun videre sydpå til FC Barcelona. Her var hun på kontrakt i to år, men opholdet i Catalonien blev meget forstyrret af skader, og i sommeren 2018 forlod hun klubben igen.
I stedet fik Røddik kontrakt med AFC Ajax i Holland, hvor hun allerede i det første halve år fik mange kampe og scorede et par mål. Efter et år i Holland, skiftede hun i sommeren 2019 til storsatsende FC Nordsjælland, hvor klubben debuterede i landets bedste kvindelige række Elitedivisionen. I hendes første sæson i klubben spillede hun mange kampe og var en stor og bærende profil for holdet, hvor hun var med til at sikre bronze i klubbens første sæson i ligaen. I juni 2020, kunne hun også kalde sig dansk pokalmester, for første gang, efter finalesejr over FC Thy-Thisted Q i Sydbank Kvindepokalen.
Efter at hun havde haft mange skader i et par år, hvor skaderne havde fyldt mere end spilletiden på banen, besluttede hun sig for at afslutte fodboldkarrieren i slutningen af 2020. Hun var glad for at kunne afsluttede karrieren på banen, da hun spillede sin sidste kamp i november 2020 for sin klub FC Nordsjælland, inden corona-epidemien lukkede ligaen ned..

## Landsholdskarriere
Line Røddik debuterede på seniorlandsholdet den 25. februar 2006, hvor hun spillede anden halvleg af en venskabskamp mod Schweiz. Danmark vandt 3–2.
Ved fodbold-VM 2007 i Kina var hun holdets yngste og sad på udskiftningsbænken i hele turneringen. Ved europamesterskabet 2009 i Finland spillede hun i alle tre gruppekampe.
I 2010 blev hun kåret Årets Fodboldspiller i Danmark.
Hun deltog ved EM i fodbold for kvinder 2017, hvor Danmark vandt sølvmedalje efter at holdet tabte finalen 2-4 mod Holland. Imidlertid kostede skaderne i Barcelona og deraf følgende manglende spilletid Røddik pladsen på landsholdet i en længere periode, inden hun efter skiftet til Ajax igen blev udtaget til landsholdstruppen til Algarve Cup i 2019. Hun spillede 132 landskampe og scorede 13 mål.

## Hæder
Brøndby IF
- Elitedivisionen: Vinder 2007, 2008

Tyresö FF
- Damallsvenskan: Vinder 2012

FC Rosengård
- Damallsvenskan: Vinder 2014, 2015

FC Barcelona
- Copa de la Reina de Fútbol: Vinder 2017

AFC Ajax
- Æresdivisionen: Vinder 2019

FC Nordsjælland
- DBUs Landspokalturnering: Vinder 2020

## Privatliv
Line Røddik er vokset op i Birkerød nord for København. Hun blev i 2016 kandidat i idrætsvidenskab fra Gymnastik- och idrottshögskolan.